# Buckhorn Weston
Buckhorn Weston est une paroisse civile et un village du Dorset, en Angleterre.